# Claude Roland (écrivain)
Pour les articles homonymes, voir Claude Roland et Roland (homonymie).
Cet article court présente un sujet plus développé dans : Claude Joste et Maurice Roland.
Claude Roland est un pseudonyme collectif utilisé par les auteurs de romans policiers Claude Joste et Maurice Roland.

## Œuvre

### Romans
- Le Démon de la chaire, Paris, Fleuve noir, Spécial Police no 939, 1972
- La Balustrade, Paris, Fleuve noir, Spécial Police no 1014, 1973